# Volta Ciclista a Catalunya 1984
La Volta Ciclista a Catalunya 1984, sessantaquattresima edizione della corsa, si svolse in sette tappe, la quarta e l'ultima suddivisa in due semitappe, precedute da un prologo, dal 5 al 12 settembre 1984, per un percorso totale di 1249,7 km, con partenza da Castell-Platja d'Aro e arrivo a Gerona. La vittoria fu appannaggio dell'irlandese Sean Kelly, che completò il percorso in 30h46'44", precedendo gli spagnoli Pedro Muñoz e Ángel Arroyo.

## Tappe
| Tappa  | Data         | Percorso                                                        | km     | Vincitore di tappa  | Leader cl. generale      |
| ------ | ------------ | --------------------------------------------------------------- | ------ | ------------------- | ------------------------ |
| Pr.    | 5 settembre  | Castell-Platja d'Aro > Castell-Platja d'Aro (cron. individuale) | 3,8    | Jesús Blanco Villar | Jesús Blanco Villar      |
| 1ª     | 6 settembre  | Castell-Platja d'Aro > Sant Boi de Llobregat                    | 175,5  | Sean Kelly          | Jesús Blanco Villar      |
| 2ª     | 7 settembre  | Barcellona > Tarragona                                          | 192,2  | Alfonso Gutiérrez   | Jesús Blanco Villar      |
| 3ª     | 8 settembre  | Tarragona > Tàrrega                                             | 186,5  | Eddy Vanhaerens     | Francisco López Gonzalvo |
| 4ª-1   | 9 settembre  | Tàrrega > Barcellona                                            | 138,0  | Sean Kelly          | Jesús Blanco Villar      |
| 4ª-2   | 9 settembre  | Sant Boi de Llobregat > Manresa                                 | 92,8   | Sean Kelly          | Sean Kelly               |
| 5ª     | 10 settembre | Manresa > Planoles                                              | 147,0  | Pedro Muñoz         | Pedro Muñoz              |
| 6ª     | 11 settembre | Planoles > Llançà                                               | 179,0  | Serge Demierre      | Pedro Muñoz              |
| 7ª-1   | 12 settembre | Llançà > Monastero di Sant Pere de Rodes (cron. individuale)    | 18,4   | Sean Kelly          | Sean Kelly               |
| 7ª-2   | 12 settembre | Llançà > Gerona                                                 | 116,5  | Ronny Van Holen     | Sean Kelly               |
| Totale | Totale       | Totale                                                          | 1249,7 |                     |                          |

## Dettagli delle tappe

### Prologo
- 5 settembre: Castell-Platja d'Aro – Cronometro individuale – 3,8 km[1]

Risultati
| Pos. | Corridore           | Squadra  | Tempo |
| ---- | ------------------- | -------- | ----- |
| 1    | Jesús Blanco Villar | Teka     | 5'12" |
| 2    | Serge Demierre      | Alfa Lum | a 1"  |
| 3    | José Recio          | Kelme    | a 2"  |

| Pos. | Corridore           | Squadra  | Tempo |
| ---- | ------------------- | -------- | ----- |
| 1    | Jesús Blanco Villar | Teka     | 5'12" |
| 2    | Serge Demierre      | Alfa Lum | a 1"  |
| 3    | José Recio          | Kelme    | a 2"  |

### 1ª tappa
- 6 settembre: Castell-Platja d'Aro > Sant Boi de Llobregat – 175,5 km[2]

Risultati
| Pos. | Corridore        | Squadra  | Tempo    |
| ---- | ---------------- | -------- | -------- |
| 1    | Sean Kelly       | Skil-Sem | 4h28'26" |
| 2    | Ronny Van Holen  | Safir    | s.t.     |
| 3    | José Luis Laguía | Reynolds | s.t.     |

| Pos. | Corridore           | Squadra  | Tempo    |
| ---- | ------------------- | -------- | -------- |
| 1    | Jesús Blanco Villar | Teka     | 4h33'38" |
| 2    | Serge Demierre      | Alfa Lum | a 1"     |
| 3    | Ronny Van Holen     | Safir    | a 2"     |

### 2ª tappa
- 7 settembre: Barcellona > Tarragona – 192,2 km[3]

Risultati
| Pos. | Corridore           | Squadra  | Tempo    |
| ---- | ------------------- | -------- | -------- |
| 1    | Alfonso Gutiérrez   | Teka     | 4h35'52" |
| 2    | Giuseppe Martinelli | Alfa Lum | s.t.     |
| 3    | Jesús Suárez Cueva  | Hueso    | a 2"     |

| Pos. | Corridore           | Squadra  | Tempo    |
| ---- | ------------------- | -------- | -------- |
| 1    | Jesús Blanco Villar | Teka     | 9h09'32" |
| 2    | Ronny Van Holen     | Safir    | a 2"     |
| 3    | Julián Gorospe      | Reynolds | s.t.     |

### 3ª tappa
- 8 settembre: Tarragona > Tàrrega – 186,5 km[4]

Risultati
| Pos. | Corridore                | Squadra  | Tempo    |
| ---- | ------------------------ | -------- | -------- |
| 1    | Eddy Vanhaerens          | Safir    | 4h32'41" |
| 2    | Francisco López Gonzalvo | Kelme    | a 1"     |
| 3    | Enrique Aja              | Reynolds | s.t.     |

| Pos. | Corridore                | Squadra  | Tempo     |
| ---- | ------------------------ | -------- | --------- |
| 1    | Francisco López Gonzalvo | Kelme    | 13h44'52" |
| 2    | Enrique Aja              | Reynolds | a 3"      |
| 3    | Jesús Blanco Villar      | Teka     | s.t.      |

### 4ª tappa, 1ª semitappa
- 9 settembre: Tàrrega > Barcellona – 138,0 km[5]

Risultati
| Pos. | Corridore            | Squadra  | Tempo    |
| ---- | -------------------- | -------- | -------- |
| 1    | Sean Kelly           | Skil-Sem | 2h55'36" |
| 2    | Pello Ruiz Cabestany | Orbea    | s.t.     |
| 3    | José Recio           | Kelme    | s.t.     |

### 4ª tappa, 2ª semitappa
- 9 settembre: Sant Boi de Llobregat > Manresa – 92,8 km[6]

Risultati
| Pos. | Corridore        | Squadra  | Tempo    |
| ---- | ---------------- | -------- | -------- |
| 1    | Sean Kelly       | Skil-Sem | 2h25'28" |
| 2    | José Luis Laguía | Reynolds | s.t.     |
| 3    | Vicente Belda    | Kelme    | s.t.     |

| Pos. | Corridore      | Squadra  | Tempo     |
| ---- | -------------- | -------- | --------- |
| 1    | Sean Kelly     | Skil-Sem | 19h06'09" |
| 2    | Ángel Arroyo   | Reynolds | a 12"     |
| 3    | Julián Gorospe | Reynolds | a 25"     |

### 5ª tappa
- 10 settembre: Manresa > Planoles – 147,0 km[7]

Risultati
| Pos. | Corridore          | Squadra  | Tempo    |
| ---- | ------------------ | -------- | -------- |
| 1    | Pedro Muñoz        | Teka     | 4h05'35" |
| 2    | Patrocinio Jiménez | Teka     | a 33"    |
| 3    | Sean Kelly         | Skil-Sem | a 48"    |

| Pos. | Corridore    | Squadra  | Tempo     |
| ---- | ------------ | -------- | --------- |
| 1    | Pedro Muñoz  | Teka     | 23h12'13" |
| 2    | Sean Kelly   | Skil-Sem | a 19"     |
| 3    | Ángel Arroyo | Reynolds | a 34"     |

### 6ª tappa
- 11 settembre: Planoles > Llançà – 179,0 km[8]

Risultati
| Pos. | Corridore        | Squadra  | Tempo    |
| ---- | ---------------- | -------- | -------- |
| 1    | Serge Demierre   | Alfa Lum | 4h10'05" |
| 2    | José Luis Laguía | Reynolds | s.t.     |
| 3    | Sean Kelly       | Skil-Sem | a 1'05"  |

| Pos. | Corridore    | Squadra  | Tempo     |
| ---- | ------------ | -------- | --------- |
| 1    | Pedro Muñoz  | Teka     | 27h23'23" |
| 2    | Sean Kelly   | Skil-Sem | a 19"     |
| 3    | Ángel Arroyo | Reynolds | a 34"     |

### 7ª tappa, 1ª semitappa
- 12 settembre: Llançà > Monastero di Sant Pere de Rodes – Cronometro individuale – 18,4 km[9]

Risultati
| Pos. | Corridore      | Squadra  | Tempo   |
| ---- | -------------- | -------- | ------- |
| 1    | Sean Kelly     | Skil-Sem | 32'47"  |
| 2    | Pedro Muñoz    | Teka     | a 19"   |
| 3    | Julián Gorospe | Reynolds | a 1'19" |

### 7ª tappa, 2ª semitappa
- 12 settembre: Sant Boi de Llobregat > Manresa – 116,5 km[10]

Risultati
| Pos. | Corridore       | Squadra  | Tempo    |
| ---- | --------------- | -------- | -------- |
| 1    | Ronny Van Holen | Safir    | 2h50'00" |
| 2    | Enrique Aja     | Reynolds | a 1"     |
| 3    | Nico Emonds     | Teka     | a 11"    |

| Pos. | Corridore    | Squadra  | Tempo     |
| ---- | ------------ | -------- | --------- |
| 1    | Sean Kelly   | Skil-Sem | 30h46'44" |
| 2    | Pedro Muñoz  | Teka     | s.t.      |
| 3    | Ángel Arroyo | Reynolds | a 1'51"   |

## Classifiche finali

### Classifica generale
| Pos. | Corridore                | Squadra    | Tempo     |
| ---- | ------------------------ | ---------- | --------- |
| 1    | Sean Kelly               | Skil-Sem   | 30h46'44" |
| 2    | Pedro Muñoz              | Teka       | s.t.      |
| 3    | Ángel Arroyo             | Reynolds   | a 1'51"   |
| 4    | Alberto Fernández Blanco | Zor-Gemeaz | a 2'03"   |
| 5    | Julián Gorospe           | Reynolds   | a 3'52"   |
| 6    | Vicente Belda            | Kelme      | a 3'54"   |
| 7    | Robert Millar            | Peugeot    | a 4'04"   |
| 8    | Antonio Coll             | Teka       | a 4'17"   |
| 9    | Patrocinio Jiménez       | Teka       | a 5'42"   |
| 10   | Eduardo Chozas           | Zor-Gemeaz | a 6'23"   |

### Classifica a punti
| Pos. | Corridore        | Squadra  | Punti |
| ---- | ---------------- | -------- | ----- |
| 1    | Sean Kelly       | Skil-Sem | 77    |
| 2    | José Luis Laguía | Reynolds | 33    |
| 3    | Pedro Muñoz      | Teka     | 28    |

### Classifica scalatori
| Pos. | Corridore          | Squadra  | Punti |
| ---- | ------------------ | -------- | ----- |
| 1    | Sean Kelly         | Skil-Sem | 39    |
| 2    | Pedro Muñoz        | Teka     | 38    |
| 3    | Patrocinio Jiménez | Teka     | 30    |

### Classifica sprint
| Pos. | Corridore                | Squadra          | Punti |
| ---- | ------------------------ | ---------------- | ----- |
| 1    | Herman Frison            | Safir-Van de Ven | 22    |
| 2    | Francisco López Gonzalvo | Kelme            | 15    |
| 3    | José Recio               | Kelme            | 7     |

### Classifica squadre
| Pos. | Squadra          | Tempo     |
| ---- | ---------------- | --------- |
| 1    | Teka             | 92h26'09" |
| 2    | Reynolds         | a 2'37"   |
| 3    | Zor-Gemeaz Cusin | a 9'14"   |